# Marie Collings
Pour les articles homonymes, voir Collings.
Marie Collings, née Allaire en 1791 et morte en 1853, est la dame de Sercq de 1852 à 1853, première de la dynastie Collings.